# Kościół Wszystkich Świętych w Górkach Wielkich
Kościół Wszystkich Świętych w Górkach Wielkich – rzymskokatolicki kościół parafialny pw. Wszystkich Świętych w Górkach Wielkich. Kościół znajduje się na prawym brzegu Brennicy.
Kościół zbudowano w XV wieku w stylu gotyckim na bazie istniejącej wcześniej kaplicy, przebudowywany w 1662 i XIX w. Za czasów Marklowskich (w 1779) kościół został odnowiony. Po tej rodzinie pozostała płyta nagrobna Erdmana Marklowskiego z 1765, a sam grób znajduje się w obejściu kościoła. Po II wojnie światowej kościół gruntownie odnowiono. W 1980 polichromię wnętrza kościoła wykonali bracia Morawcowie.
W kościele znajduje się późnogotycki kamienny portal zakrystyjny z herbem Góreckich. Dawna chrzcielnica z XVII w. fundacji Jana Góreckiego służy obecnie jako kropielnica. Krzyż przy kropielnicy pochodzi z 1888, ambona barokowa z XVIII w. a ołtarz główny i wystrój kościoła z XIX w. 
W murowanej bramie wejściowej prowadzącej na teren kościelny umieszczono płytę nagrobną zmarłego w 1682 właściciela wsi – Henryka Góreckiego.
Ze względu na żyjące na poddaszu kościoła nietoperze, świątynia wraz z bezpośrednim otoczeniem jest obszarem sieci Natura 2000 wpisana pod nazwą "Kościół w Górkach Wielkich" (PLH240008). Obszar ten stanowi jedno z najcenniejszych stanowisk nietoperzy w regionie: w sierpniu liczebność kolonii nocka dużego wynosi ok. 190 osobników, a podkowca małego – 75 osobników.
Obok kościoła na niewielkim wzniesieniu (tzw. Kępce Prochaskowej) znajduje się założony w 1858 cmentarz katolicki z kamiennym krzyżem z 1900. Wśród pochowanych tam są m.in. pisarka Zofia Kossak i jej mąż Zygmunt Szatkowski, ich syn Juliusz i jej ojciec Tadeusz a także pisarz ludowy Walenty Krząszcz.

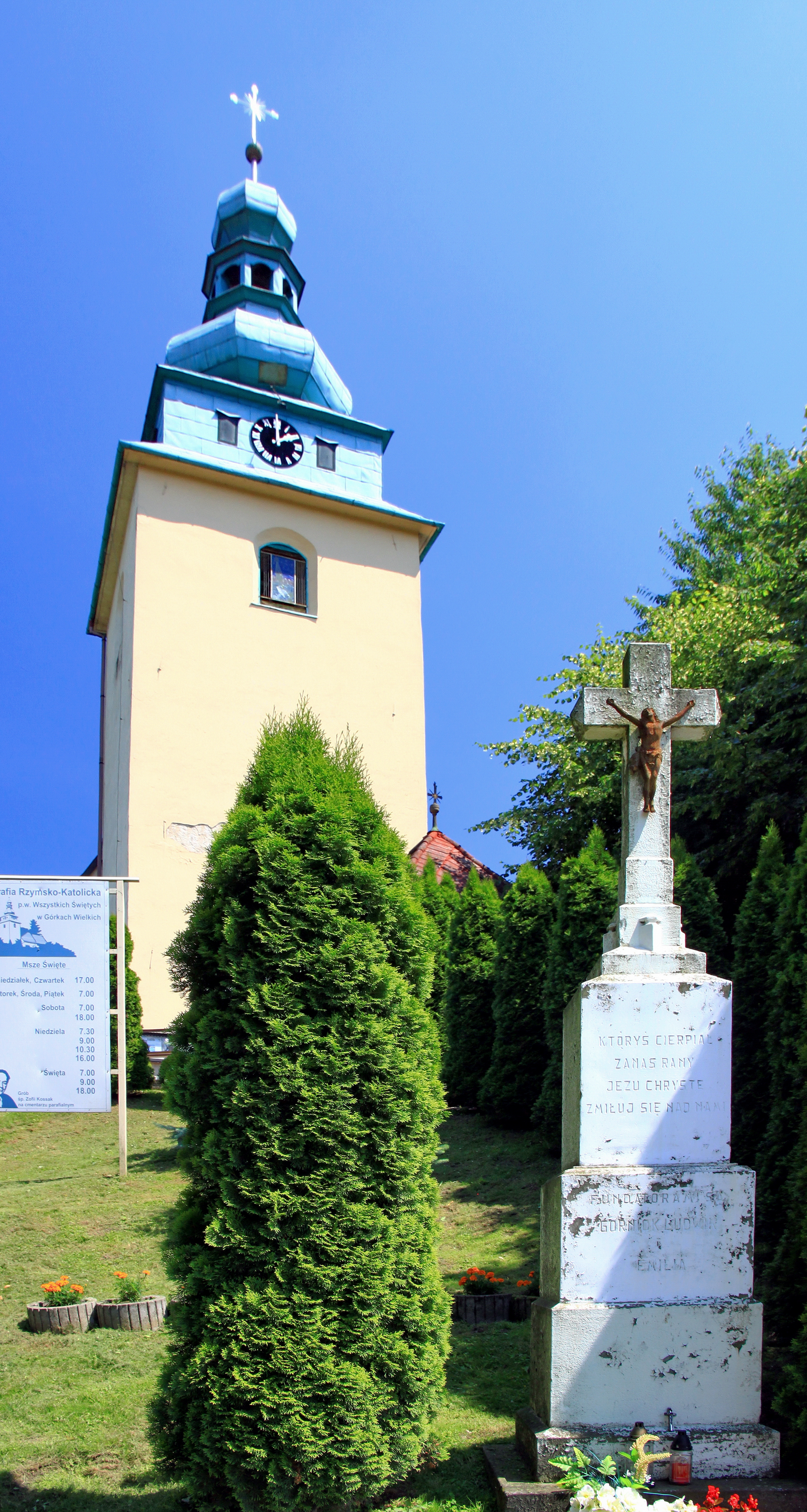
Krzyż przed kościołem
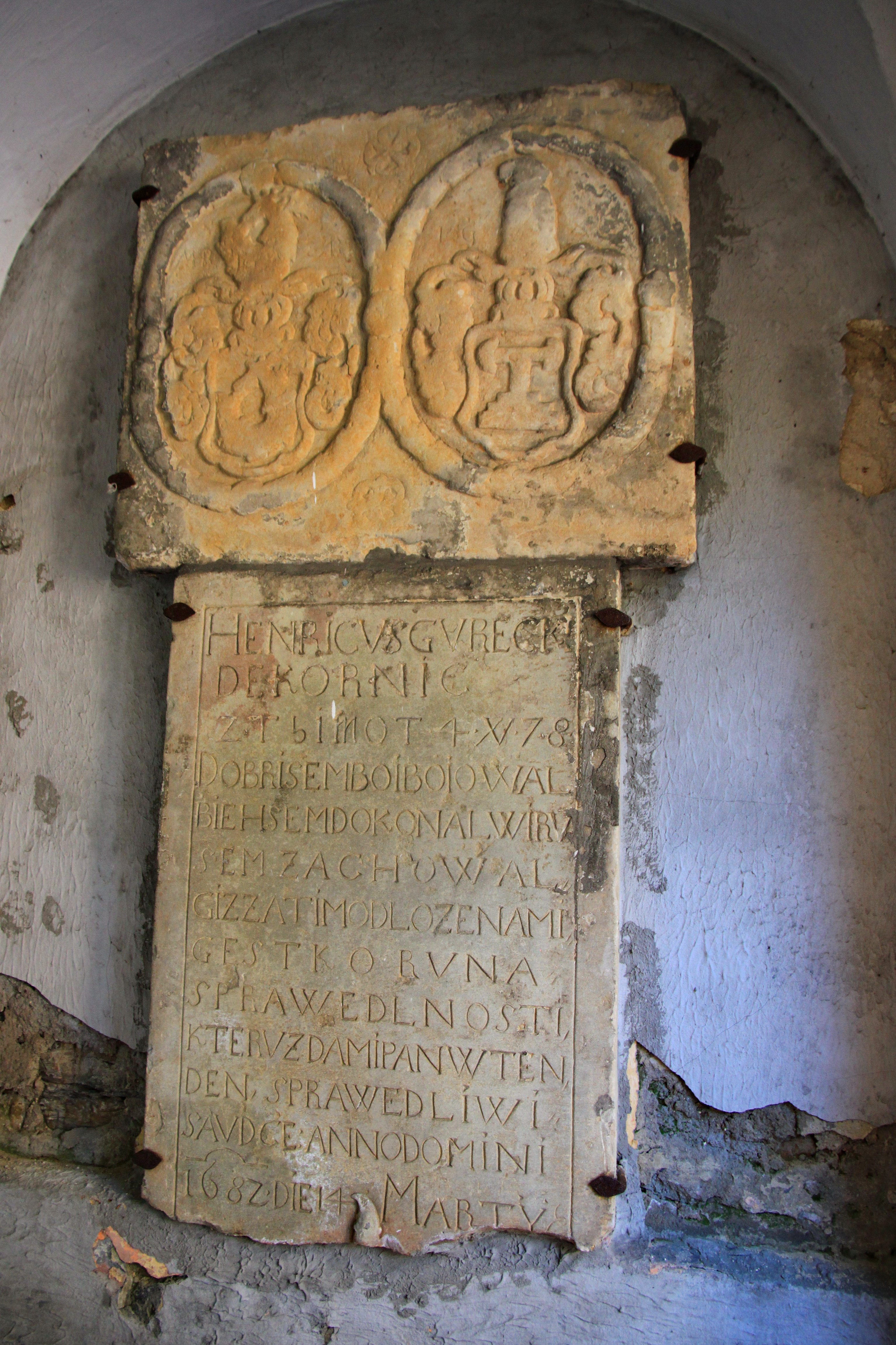
Epitafium Henryka Góreckiego
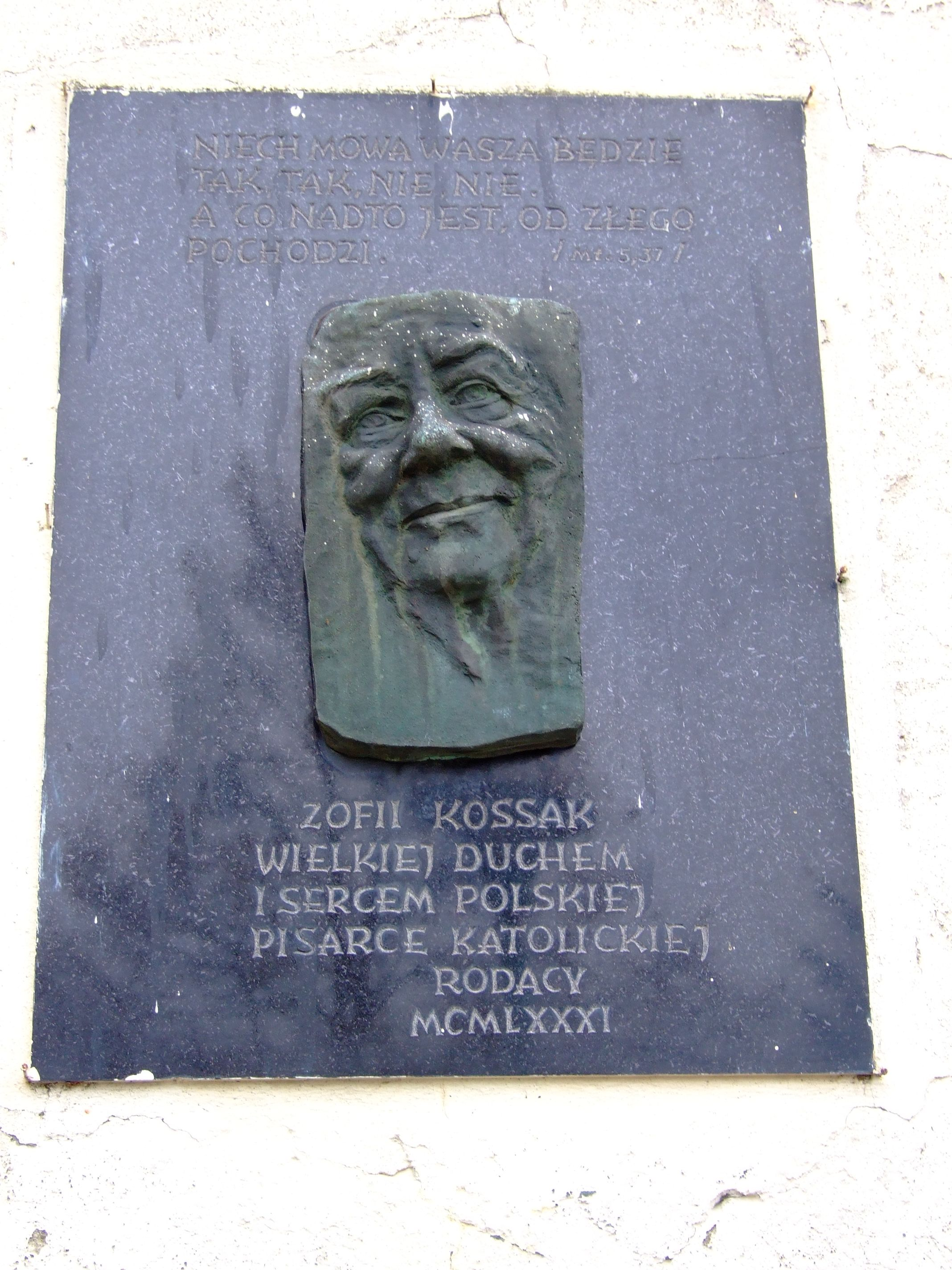
Tablica upamiętniająca Zofię Kossak